# Nico Hammann
Nico Hammann (* 16. März 1988 in Eberbach) ist ein deutscher Fußballspieler.

## Karriere
Nico Hammann stammt aus dem Odenwald und spielte schon mit fünf Jahren bei seinem Ortsverein SV Affolterbach und später bei der SG Wald-Michelbach. Er wurde von den Talentsuchern der TSG 1899 Hoffenheim entdeckt und besuchte das Jugendinternat des Vereins. Nach dem Wechsel in den Seniorenbereich kam er aber lediglich in der zweiten Mannschaft in der Oberliga Baden-Württemberg zum Einsatz.
Bereits nach einem Jahr wechselte er zum TSV 1860 München, wo er von 2008 bis 2010 in der ebenfalls viertklassigen zweiten Mannschaft spielte. Er kam regelmäßig zum Einsatz und zeigte sich torgefährlich, obwohl er auf den Außenbahnen oft defensiv eingesetzt wurde. Das zeigte er auch in der Saison 2010/11 in der zweiten Mannschaft des 1. FC Kaiserslautern in der Regionalliga, wo er in 33 Spielen neun Tore erzielte.
Da er aber am Ende der Saison die Altersgrenze erreicht hatte, wurde sein Vertrag mit der U-23 der Pfälzer nicht verlängert. Stattdessen wechselte er im Sommer 2011 in die 3. Liga zu Arminia Bielefeld. Dort kam er am 3. Spieltag zu seinem ersten Einsatz in einer Profiliga.
In der Saison 2012/13 spielte Hammann beim KSV Hessen Kassel, mit dem er Meister der Regionalliga Südwest wurde. Von Sommer 2013 bis 2015 stand er beim 1. FC Magdeburg unter Vertrag. Zum 1. Juli 2015 wechselte er zum SV Sandhausen, konnte sich dort aber nicht durchsetzen. Bereits Ende Januar 2016 kehrte er wieder nach Magdeburg zurück. In seiner Zeit beim FCM absolvierte der Defensivspieler 150 Ligaspiele.
Zur Drittligasaison 2019/20 verpflichtete der FC Carl Zeiss Jena Hammann, der ihn mit einem bis Juni 2021 gültigen Vertrag ausstattete. Anfang September 2020 wechselte er zum FC-Astoria Walldorf in die Regionalliga Südwest.